# Kapybara

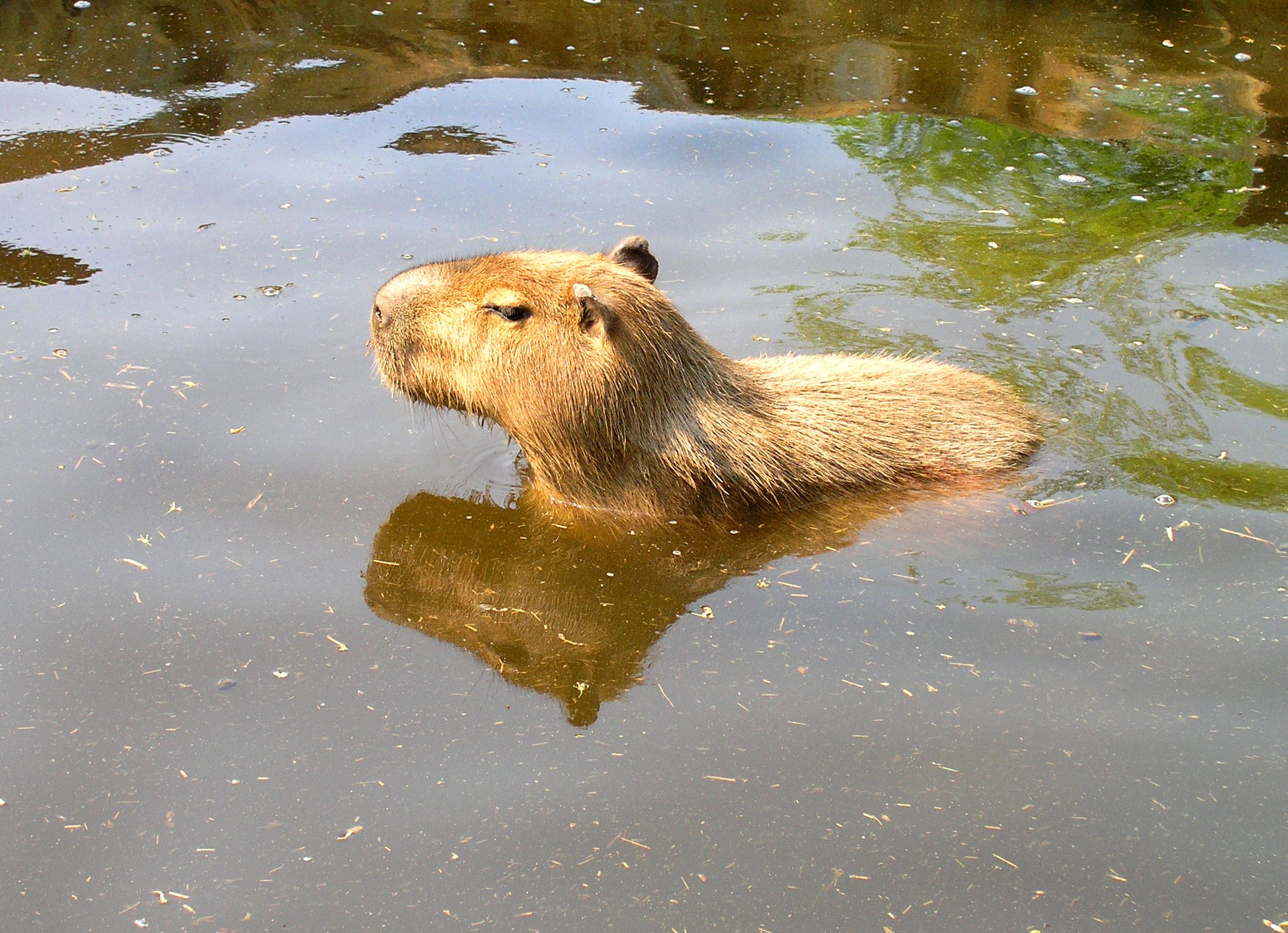
Kapybara, Zoo Praha

Kapybara vodní (Hydrochoerus hydrochaeris) je největší žijící hlodavec. Jejich přirozeným prostředím jsou tropické a teplé kraje Jižní Ameriky východně od And, vždy blízko u vody.

## Výskyt
Od Panamy až po ústí La Platy u Buenos Aires v Argentině, východně od And. Žije ve vodním prostředí všude tam, kde ještě nebyla vyhubena. Západně od And je rozšířena až po zalesněné oblasti Chocó v Kolumbii. Obrovský areál, větší než Evropa, však není osídlen stejnoměrně. Centrum výskytu kapybary se nalézá na záplavových územích velkých řek, zejména v povodí Orinoka v oblasti Llanos, na Amazonce, v Pantanalu plošiny Mato Groso, na záplavových územích v oblasti Gran Chaco a podél řeky Paraná až k ústí La Platy. Větší ohniska výskytu kapybary se nalézají i na savanách severovýchodní Bolívie.

### Prostředí a stanoviště
Pobřežní pásmo řek (vodní prostředí jsou kapybary nuceny vyhledávat i z termoregulačních důvodů, neboť na souši se jejich mohutné tělo rychle přehřívá), především záplavová území s bohatým travním porostem. Odtud také pochází jméno tohoto zvířete. Jméno kapybara nebo přesněji kaapiiúara má původ v indiánském jazyku guaraní a znamená doslova „pán tenkého listí“, tj. “trávožrout”, doslova kaá (list) + píi (tenký) + ú (jíst) + ara (činitelský nebo vlastnický sufix substantiv).

## Vzhled
Kapybara je největší žijící druh hlodavce. Dospělá zvířata dosahují hmotnosti až 80 kg, délky těla 1,3 m a výšky v kohoutku 55 cm. Základní zbarvení je hnědé až rezavé, srst je překryta dlouhými a hrubými pesíky, podsada je hustá a měkká. Srst ve střední části hřbetu je delší a tmavší než na bocích těla. Hlava má tvar pravoúhlého hranolu, což podtrhuje nápadně ploché čelo. Nozdry leží vysoko na hlavě, což umožňuje kapybarám dýchat, aniž by vysunovaly oči a ušní boltce nad vodní hladinu. Relativně malé ušní boltce zřetelně vystupují ze srsti. Oči jsou malé a tmavé, nažloutlé, nebo načervenalé a umístěné hodně vysoko. Velkou část hlavy zabírají čelisti s mohutnými obloukovitými řezáky, hluboko zasazenými až do oblasti stoliček. Řezáky s neukončeným růstem jsou zabrušovány stálým hlodáním tvrdé rostlinné potravy. Amazonští indiáni z nich dříve vyráběli nožíky a dláta.
Největší, dominantní samečci mají u kořene nosu černě se lesknoucí pachovou kožní žlázu zvanou „morillo“, která v období rozmnožování produkuje bělavý sekret. Ten kapybary využívají ke značkování. Podobné žlázy, avšak podstatně menší, mají i samičky. Mohutné tělo kapybary se pohybuje na krátkých končetinách. Ocas není vyvinut. Mezi prsty se nachází krátká plovací blána. Na předních končetinách jsou čtyři, na zadních pouze tři prsty, zakončené drápy ve tvaru kopýtka. Samice bývají zpravidla větší než samci. Samce lze rozpoznat díky hrbolku na nose.

## Chování

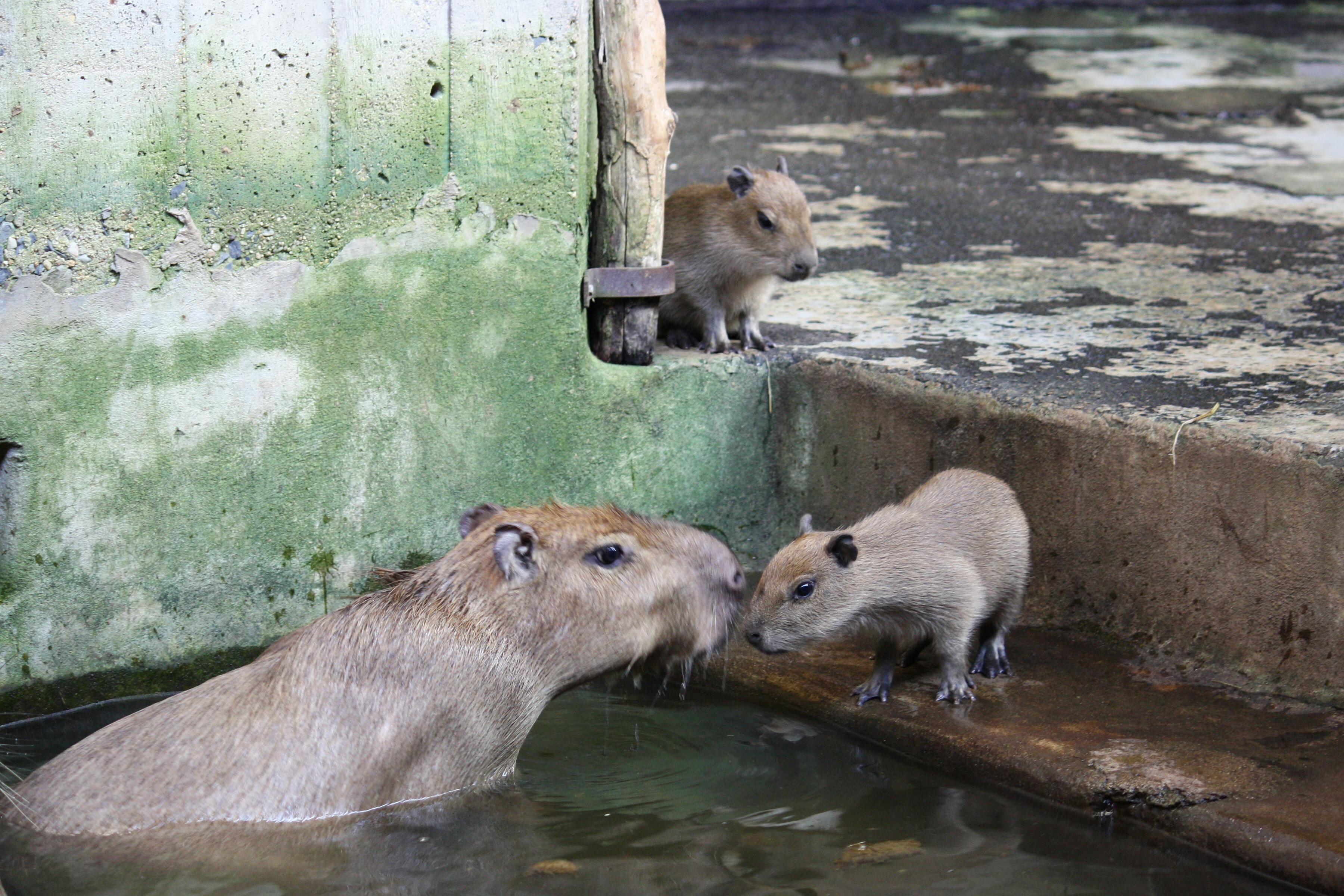
Mladé kapybary se osmělují za matkou do vody

V nebezpečí vždy utíkají do vody a ozývají se ječivým alarmujícím hlasem. Individuální hlasová komunikace probíhá pomocí chrochtání a švitoření, slyšitelného většinou jen zblízka. Je výborný plavec a dovede se i potápět, pod vodou vydrží 8 až 10 minut. Žije ve skupinách přibližně o 30 jedincích, jeden samec kolem sebe shromažďuje harém samic různého stáří a páří se s každou z nich. Na příhodných místech, jako např. v bažinách Ilha de Marajó, se kapybary shromažďují do velkých skupin a můžeme tu potkat i stočlenná stáda. Přes den se kapybary ukrývají, za šera se vydávají za potravou. Jejich sociální chování se v průběhu roku mění. V období sucha se shromažďují ve značném počtu u zbylých vodních nádrží a chovají se k sobě tolerantně. Se stoupající vodní hladinou jednotlivé skupiny migrují do okolní vegetace, kde si dominantní samci značí svá teritoria sekretem pachových žláz uložených u kořene nosu. Jsou poměrně plaché a žijí ve skupinách na březích řek.

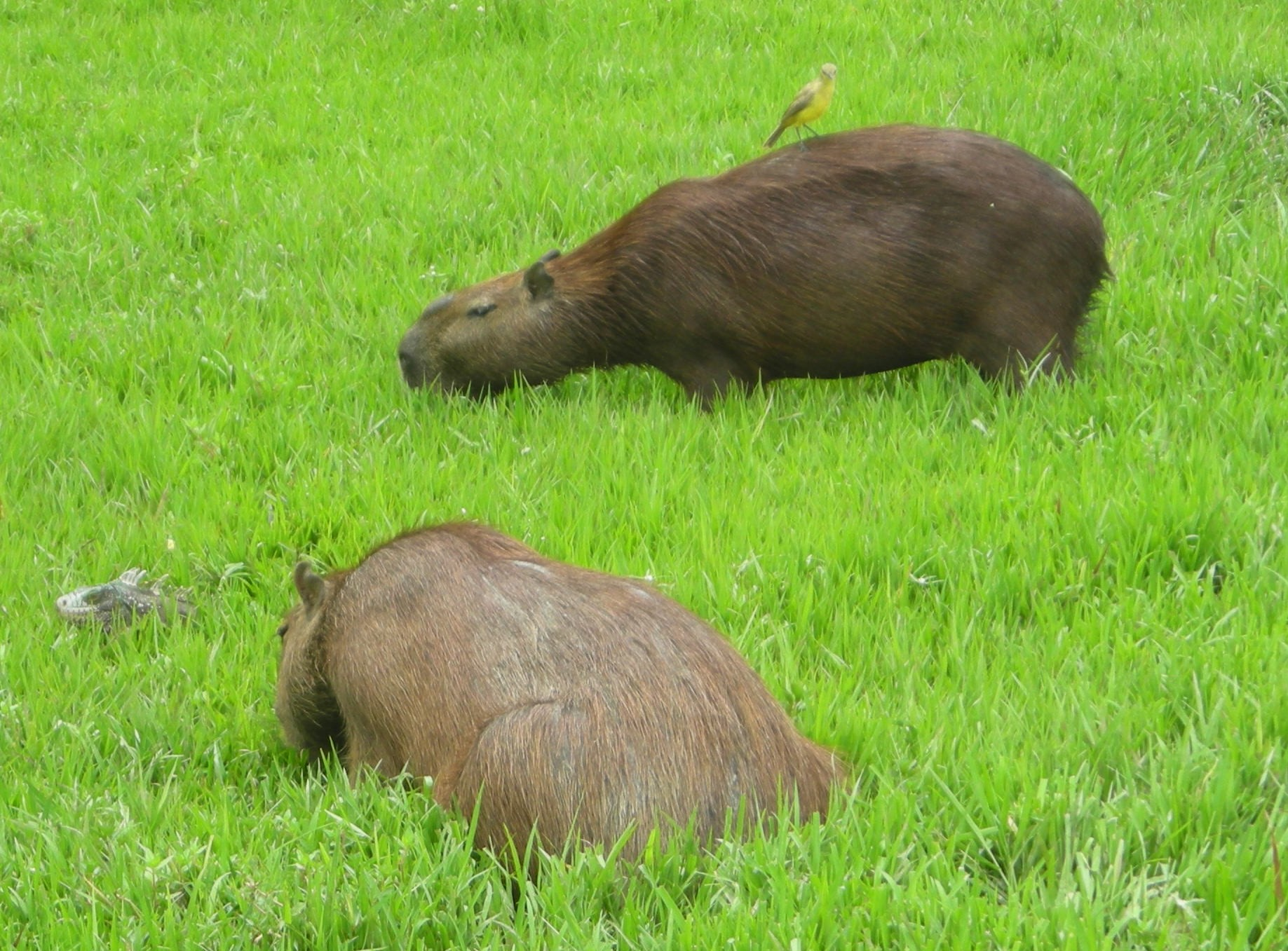
Pasoucí se kapybary doprovázené tyranem dobytčím

Kapybary při pastvě často doprovází drobný pěvec tyran dobytčí (Machetornis rixosa), který chytá jimi vyplašený hmyz, a také jim obírá klíšťata a jiné cizopasníky, podobně jako afričtí klubáci tamním kopytníkům.

## Rozmnožování

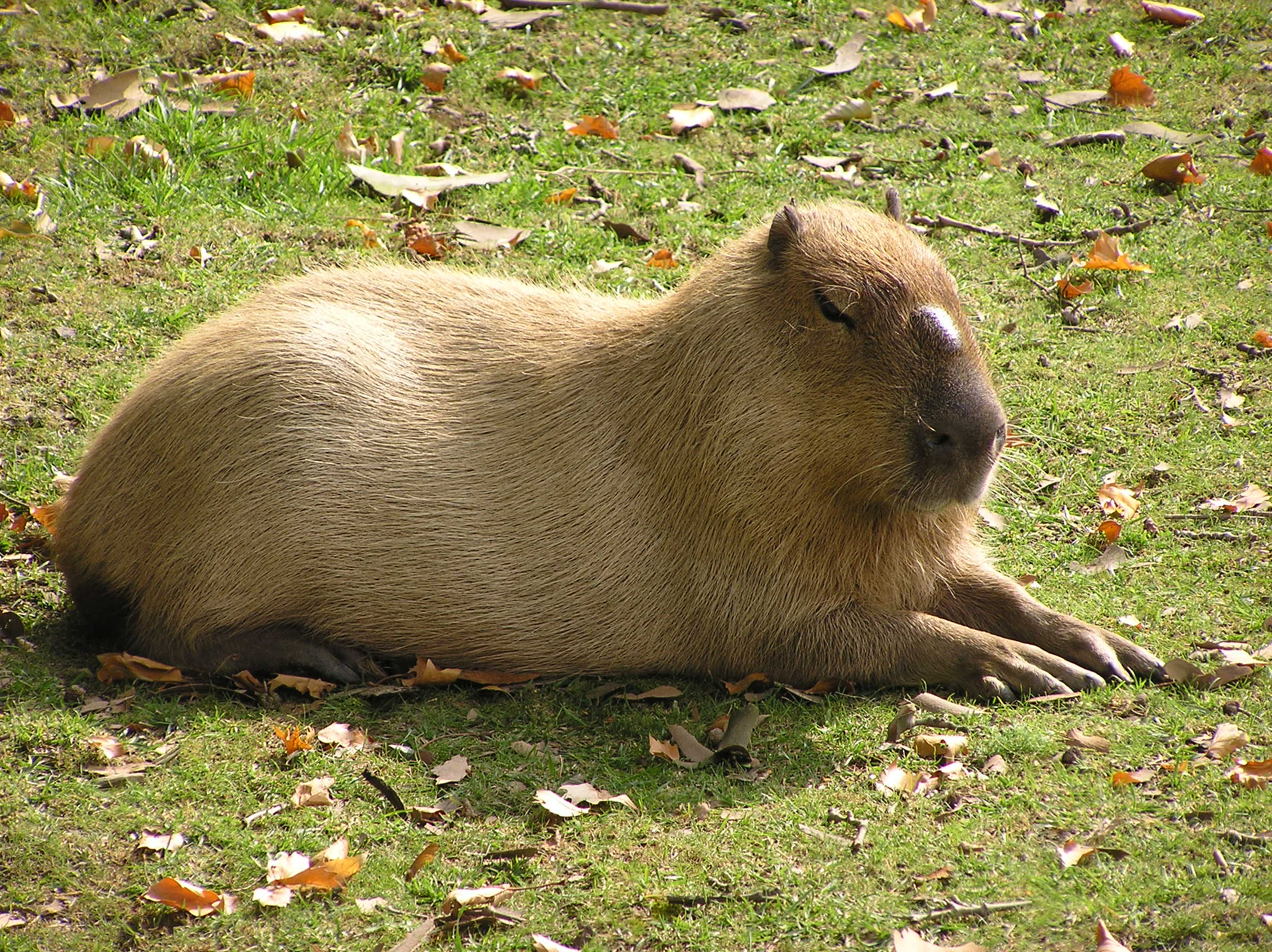
Samec kapybary, Zoo Praha

Páření probíhá ve vodě. Samice je březí 149 až 156 dní a jednou či dvakrát do roka rodí 1-8 mláďat (nejčastěji 5). Hmotnost mláďat se pohybuje od 0,9 do 1,3 kg. Jsou dokonale vyvinutá, hned následující den přijímají pevnou potravu. Přesto je matka kojí ještě dva měsíce. Pohlavně dospívají v 15 měsících. Kapybary se dožívají 8-12 let. Chycená mláďata se dají snadno ochočit, poté jsou velmi přítulná.

## Potrava
Živí se výhradně rostlinnou potravou, především trávami, vodními rostlinami a kůrou stromů. Také sbírají spadané plody.
V honbě za potravou prohledávají listí, ale v zemědělských oblastech občas kradou melouny a zrní.

## Nepřátelé
Mezi nejvýznamnější přirozené nepřátele kapybar patří šelmy, menší kapybarou nepohrdne ani anakonda nebo kajman. Bohužel se na populaci tohoto zvířete podepisuje lov pro maso a pro kůži. Navzdory lovu je však počet kapybar ve většině oblastí dosud relativně velký. Honáci dobytka ve Venezuele často kapybary loví jen pro zábavu, aby vyzkoušeli rychlost a obratnost svých koní. Ve Venezuele se experimentuje s farmovým chovem kapybar pro maso. Maso kapybar je chutné a bohaté na proteiny, v Jižní Americe je pokládáno za postní pokrm.

## Ochrana druhu
Spásáním vegetace se kapybary staly vážnými konkurenty dobytka. Loví se také pro chutné maso, kvalitní kůži s mimořádně hebkou srstí, kterou rančeři již po staletí používají jako podložky pod koňská sedla. Ze zubů si domorodí obyvatelé vyrábí ozdobné předměty a příslušníci kmene Bororo dokonce nože. Indiáni kmene Mundurukú chovají kapybary ve svých osadách.
Počty ve volné přírodě: vinou intenzivního lovu stavy klesají.
Počty v lidské péči: v poslední době počty zvířat v zajetí stoupají, především díky úspěšným odchovům.

## Chov v zajetí
Chycená mláďata kapybar se dají snadno ochočit a jsou velmi přítulná. Ve venezuelských i brazilských vesnicích jsou často kapybary chovány zejména indiány jako domácí mazlíčci, mohou se naučit spoustu povelů podobně jako pes. V České republice zatím oficiálně žádná chovná stanice kapybar neexistuje, jsou chovány v několika českých ZOO (např. Zoo Na Hrádečku, ZOO Brno, ZOO Jihlava, ZOO Plzeň, ZOO Zlín, ZOO Dvorec, ZOO Děčín). Po desetileté nepřítomnosti se v listopadu 2023 kapybary vrátily také do chovu v ZOO Praha. Kapybary jsou především v Llanos ve Venezuele chovány na farmách pro maso, které se v této zemi pokládá za postní pokrm. 